# Позивање на магију
Магијско размишљање је размишљање да постоји узрочно-последична веза између догађаја, али она није оправдана на основу логичких аргумената и доказа, већ на основу сујеверја и магије.
Магијско размишљање је повезаност свих ствари преко сила и моћи које превазилазе физичке везе. Ту се сматра да су догађаји узрочно повезана премда да нема доказа да таква веза постоји или чак упркос научним доказима да таква веза не постоји. У народним веровањима и сујеверјима најчешће се успоставља веза изграђена на основу магијског размишљања између ритуала, приношења жртве и неке награде или казне.
Магијско размишљање има дугу традицију и зато је и опстало до данас. Неки од примера ове логичке грешке су настали недавно, попут хомеопатије, а неки постоје хиљадама година, попут астрологије или карме.

## Примери
- Знао сам да није требало да дођем у школу када сам сломио оно огледало, ево да нисам то урадио не бих добио јединицу.

Сујеверја попут ломљења оледала, баксузних бројева или црних мачака су скоро свуда присутна.